# Галатро
Галатро (итал. Galatro) — коммуна в Италии, располагается в регионе Калабрия, подчиняется административному центру Реджо-Калабрия.
Население составляет 2305 человек, плотность населения составляет 46 чел./км². Занимает площадь 50 км². Почтовый индекс — 89054. Телефонный код — 0966.
Покровителем коммуны почитается святитель Николай, Мирликийский Чудотворец. Праздник ежегодно празднуется 6 декабря.